# Pelecorhynchus olivei
Pelecorhynchus olivei är en tvåvingeart som beskrevs av Hardy 1933. Pelecorhynchus olivei ingår i släktet Pelecorhynchus och familjen Pelecorhynchidae. Inga underarter finns listade i Catalogue of Life.